# Йоан Кинам
Йоан Кинам (на старогръцки: Ἰωάννης Κίνναμος o Κίναμος, Σίνναμος, Joannes Kinnamos, Cinnamus, * малко след 1143, † след 1185) е византийски историк от 12 век.
Йоан е от знатна фамилия и като млад отива в двора на император Мануил I Комнин (упр. 1143–1180) и става негов секретар. Той придружава императора в неговите походи и вероятно присъства при битката при Мириокефалон 1176 г., която завърша с пълен разгром за византийските войски.
Още като млад Йоан пише реторическо произведение (Ethopoiia). Около 1185 г. той пише история в седем книги за времето от 1118 до 1176 г. Произведението не е завършено.
Произведението е издадено през 1652 г. в Утрехт и през 1836 г. за Corpus Scriptorum Historiae Byzantinae.

## Преводи
- C. M. Brand: John Kinnamos. The Deeds of John and Manuel Comnenus. New York 1976.ISBN 0-231-04080-6.